# Калумо
Калу́мо (англ. Kalumo) — традиційна громада у складі дистрикту Нтчисі Центрального регіону Малаві.
Населення — 74850 осіб (2018).